# Goodbye Lullaby
Goodbye Lullaby é o quarto álbum de estúdio da cantora canadense Avril Lavigne, lançado em 8 de março de 2011 pela gravadora RCA. O disco estava previsto para ser distribuído em novembro de 2009, mas, devido à burocracia por parte da gravadora, foi adiado em quase dois anos. A artista descreveu este trabalho como "o mais pessoal e sentimental que já fez" e afirmou que o motivo do adiamento foi o fato de não ter sido considerado "um produto comercial" pela empresa fonográfica. A saída da cantora da RCA fez com que seu terceiro single, "Wish You Were Here" fosse lançado por seu novo selo, Epic.
Após o lançamento, foi geralmente bem recebido por parte da crítica, de acordo com o portal Metacritic, que se baseou em diversas resenhas publicadas por páginas especializadas na área da música, entre eles a revista Rolling Stone e o jornal The New York Times. Nas paradas musicais, Goodbye Lullaby chegou ao primeiro lugar simultaneamente em oito países, tendo destaque no Japão, onde vendeu mais de 100 mil cópias em uma semana. Na parada da Billboard 200, dos Estados Unidos, alcançou a quarta posição, além da segunda no Canadá. O álbum já vendeu mais de 2 milhões de cópias mundialmente.
O disco rendeu 3 singles: "What the Hell", "Smile" e "Wish You Were Here". O primeiro foi divulgado na página oficial de Avril no Facebook em 1º de janeiro de 2011, sendo lançado seis dias depois como o primeiro single oficial do projeto. O segundo single, "Smile" foi lançado em abril de 2011. "Wish You Were Here" foi lançada como terceiro single do álbum em 9 de setembro de 2011. Em fevereiro de 2012, foi lançado o single "Push" de forma promocional no Japão.
Foi lançado também versões especiais do álbum, na versão deluxe o disco contém 4 faixas extras acústicas dos singles "What the Hell", "Push" e "Wish You Were Here", incluindo uma canção cover de "Bad Reputation". O álbum também tem um disco em DVD, que mostra os bastidores da produção desse trabalho, além das canções e cenas extras, uma nota escrita a mão pela própria cantora em embalagem exclusiva e uma palheta oficial.
No Japão, a Sony comercializou uma versão especial para o país, que incluía vídeos dos bastidores dos clipes, performances ao vivo entre outros. Nas paradas de sucesso anuais, "Goodbye Lullaby" figurou nos rankings japoneses, Oricon e da Billboard em versão japonesa, nas 13ª e na 20ª posição respectivamente. Na Austrália, o relatório anual feita pela ARIA, apontou que esse álbum de estúdio ficou na 70ª colocação nos 100 álbuns mais vendidos, e nos Estados Unidos, ficou na 115ª na Billboard 200.

## Antecedentes e problemas com a gravadora
Em agosto de 2010, a cantora deu explicações via internet sobre os diversos adiamentos que já fez: "Eu tenho estado em Los Angeles e trabalhado no novo álbum. Experimentando coisas novas. Explorando. E o que acontece comigo é que eu escrevo minhas próprias músicas e por isso demora mais para eu lançá-las, porque eu preciso viver minha vida para ter inspiração." Ainda completou: "Eu tenho tanto conteúdo nesse momento, que é suficiente para fazer dois discos de inéditas, e está sendo finalizado." Encerrou escrevendo à página de fã-clube "AvrilBandaids" que estava ansiosa para lançar um novo single. Avril revelou que chorou ao interpretar "Goodbye" em estúdio: "É a música mais sentimental que já escrevi. Não só escrevi, mas também produzi sozinha, então estou realmente próxima a si", diz a cantora e completa "Inclusive, na música minha voz está cambaleada. Não sei nem se terei como cantar ao vivo."
Avril, em janeiro de 2011, disse em entrevista para a MTV, que o trabalho em Goodbye Lullaby foi sem pressão: "Por ter demorado tanto tempo com este álbum, não houve pressão e trabalhei neste nele em meu estúdio caseiro em vez de estar na gravadora e de me despachar", relatou Avril. "…eu podia estar fazendo outras coisas quaisquer e se tivesse uma ideia só tinha de descer até ao estúdio e gravá-la. Toquei vários instrumentos neste álbum e, tal como disse, produzi algumas faixas. Pude, portanto, 'atirar-me' para este novo trabalho, demorando o tempo que fosse preciso e fazer o que realmente queria."

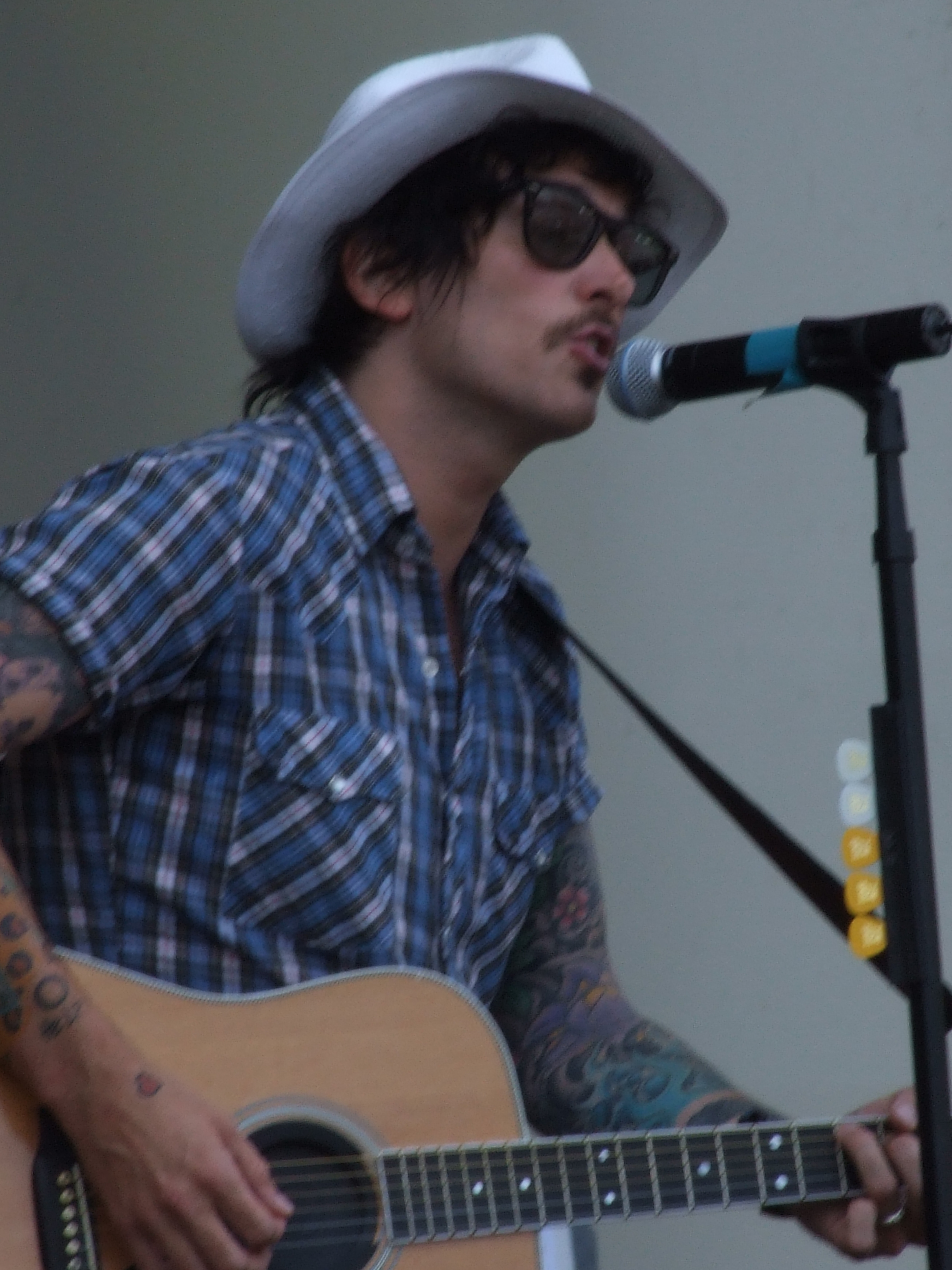
Butch Walker, que produziu duas faixas de Goodbye Lullaby.

Mas na revista Maxim, onde Avril foi capa em outubro de 2010, ela afirmou que o álbum já estava finalizado oficialmente e que trabalhou por dois anos e meio: "Eu vivi muito esses anos, e coloquei muito disso nas minhas músicas. Essas canções têm muito significado para mim", afirmou a cantora. O quarto álbum de Avril já estava pronto em meados de novembro de 2009, mas por vários motivos de burocracia e desacordos com a gravadora RCA de querer barrar o seu novo trabalho, Lavigne teve que refazer várias faixas do disco. A própria cantora julga-o como o "mais significativo, especial, sincero, honesto e muito próximo do seu coração", segundo uma nota em sua página oficial.
| “ | As pessoas exercem o seu melhor trabalho, quando elas fazem o que querem, amam e o que é natural para elas, e não quando são forçadas a fazer algo que elas não podem. | ” |

O ex-marido da canadense, Deryck Whibley, produziu oito das doze faixas do álbum no estúdio Sherman Oaks. Avril compôs sozinha metade das faixas, e outros em parceria com Evan Taubenfeld e os compositores-produtores Butch Walker e Max Martin. Avril também trabalhou com a produção de Alex da Kid. A artista misturou algumas de suas canções com outros estilos como o de hip hop e outros que soariam mais para o gênero do pop rock, porém nenhuma canção produzida por ele entrou nesse álbum, segundo o que Avril disse para a revista Entertainment Weekly. Avril afirmou também  que gostou do trabalho de mesclar os gêneros musicais, os quais se baseou nas canções de grandes sucessos já produzidas por Alex como "Love the Way You Lie" e "Airplanes". Também julgou este último como a melhor música de 2010.
Para a Rolling Stone dos Estados Unidos, a artista disse não estar preocupada em repetir o mesmo desempenho de "Girlfriend", que a ajudou a levantar as vendas de seu último álbum, The Best Damn Thing, em 2007, e nem com o status de "princesa do punk-pop", e que o disco é marcado por violões, letras autobiográficas e canções com rock puro.
Em uma entrevista dada por Avril ao News of the World, e reproduzida pelo Digital Spy, admitiu que ela estava magoada com sua gravadora RCA por ter dado a ela uma resposta "fria" para seu novo material de trabalho. Após uma série de atrasos feitas pelos patrões da gravadora, eles disseram também que queriam um som mais comercial, mas Lavigne ficou firme em seu objetivo e já revelou que ela se orgulha do produto lançado. "Eu venho fazendo isso há dez anos e eu escrevo minha própria música. Todas essas pessoas estavam me dizendo o que fazer e eu dizia 'não!, não! e não!'. Este é o meu quarto álbum, tenho 26 anos e por isso é hora de eu fazer algo um pouco diferente. Eu amo Goodbye Lullaby e estou muito orgulhosa dele." A cantora encerrou dizendo que o produtor e também seu ex-marido Deryck Whibley é um das pessoas mais talentosas com quem já trabalhou. Quando a cantora estava fazendo shows pelo Brasil em agosto de 2011, a canção "Won’t Let You Go" vazou na internet e que supostamente deveria estar no álbum Goodbye Lullaby, e que poderia ter sido descartada pela cantora ou gravadora ao lançar seu quinto álbum de estúdio. Avril acabou por sair da gravadora e foi para a Epic Records, porém continuou com o selo da Sony Music. O terceiro single do disco, "Wish You Were Here", foi lançado por sua nova gravadora.

## Música
Em uma entrevista para a revista ZINK Canada, Lavigne disse ter voltado para suas origens como cantora com a canção "Darlin", que escreveu quando morava com seus pais. "Sempre que ouço 'Darlin', penso na sala da família onde a escrevi e de tocá-la para a minha mãe, então é realmente especial, para mim, tê-la no álbum", afirmou ela. Disse ainda que esse novo álbum é o mais transparente que já lançou, contendo muitos sentimentos, e que sempre teve um foco para cada disco que fez em sua carreira. Ela completou informando que a maioria das canções são tocadas com piano, ao invés da normal guitarra, e que esse novo trabalho é o mais caseiro que já fizera.
Na revista OK, Lavigne disse que, para ela voltar com o mesmo desempenho que teve em 2002 com a canção "Complicated", e para encontrar-se novamente após um casamento terminado, levaria tempo, e que esse foi um outro motivo para o adiamento do seu quarto álbum.
Nos American Music Awards de 2010, Avril Lavigne revelou o nome do álbum e da primeira canção. "Meu novo single se chama "What the Hell" e será lançado em janeiro e meu álbum será em março de 2011 e se chamará Goodbye Lullaby. É emocionante porque estive em casa, por um tempo, escrevendo para esse disco. Meu álbum já está pronto há um tempo, estou muito animada para voltar. Estive gravando o clipe para o single em uma semana."
Antes mesmo do pronunciamento de "What the Hell" como o primeiro single, o álbum também é composto por outras faixas como "Black Star", mesmo nome da fragrância que Avril lançada em 2009, a canção "Darlin", que foi composta quando tinha 15 anos e esteve em pré-venda no iTunes em 27 de setembro de 2009, e "Everybody Hurts". O álbum tem várias das canções de forma acústica e somente com o vocal de Lavigne. "Eu estava tranquila em casa, daí tinha uma ideia e resolvia me sentar ao piano para experimentar", Avril em entrevista à revista Nylon falando a respeito de como ela escreve suas canções. "Black Star", usada para promover a fragrância homônima, é uma música pop com duração de um minuto e trinta e quatro segundos. A canção foi classificada como melancólica pelo portal Vírgula, e Rodrigo Ortega da revista Billboard Brasil afirmou que a canção é semelhante ao estilo da banda Coldplay.
Em 7 de dezembro de 2010, Avril confirmou outras 5 faixas em seu site oficial, "Stop Standing There" que representa um tom de sentimento de uma garota na década de 1950. Lavigne expressa a sua gratidão para pessoas especiais de sua vida na canção de rock "Smile", ela explora a dinâmica de um relacionamento em "Push", mostra o seu lado vulnerável em "Wish You Were Here", e encontra a força para "fechar um capítulo" de sua vida da faixa-título "Goodbye".
| “ | Eu me permiti ser vulnerável. Eu acho que é durante os momentos verdadeiros que as pessoas podem se relacionar mais. Aqueles que já ouviram o álbum tiveram fortes reações emocionais das músicas, então eu percebi que quando algo é verdadeiro, provavelmente irá tocar alguém. A beleza da música é que é aberta à interpretação. | ” |

Ainda em seu site oficial, Avril disse mais a respeito sobre de toda a produção de Goodbye Lullaby. "Eu me arrisquei e segui adiante", diz Lavigne. Ela escreveu ou co-escreveu todas as canções, e compôs e produziu duas sozinha, "4 Real" e "Goodbye". As únicas canções desse álbum que se parecem com as anteriores, segundo a canadense são "What the Hell" e "Smile". Todos os outros  mostra Lavigne explorando o significado de passar pelos momentos difíceis e buscar forças para eles. "No geral, o álbum é sobre como todos nós passamos por experiências difíceis, seja terminar um relacionamento, perder um emprego, ou simplesmente sentir falta de alguém", afirma Lavigne.
E acrescentou que as pessoas crescem e superam coisas. A cantora ainda falou que esse sentimento é expressado o melhor em "Goodbye", uma balada delicada no piano e violão, que encerra o novo álbum. E julga esse faixa como a mais "crua e vulnerável" que ela já escreveu e gravou na carreira dela. "É uma canção muito especial, pois eu escrevi e produzi sozinha. É muito real e verdadeira. Não dá para fingir algo assim." Avril em seu site.
A intensidade de Goodbye Lullaby é considerada equilibrada em seus instrumentos, das quais Avril disse serem vivos, com ricas texturas de violão e piano, e também uma orquestra na canção "Darlin", "Remember When", e "Goodbye". De acordo com ela, desde às faixas do gênero pop agitadas até as baladas mais suaves, a voz da canadense está no ponto certo, correndo e soando facilmente através da emoção que suas letras exigem.
"Este álbum é sobre eu ser uma cantora, compositora e músico", diz Avril Lavigne. "Normalmente, a voz fica "enterrado" na música e você não pode sempre ouvir a qualidade dela, a personalidade, ou a emoção após um certo período. Eu queria que minha voz fosse o instrumento principal. Isso me obrigou a me expor de verdade. Eu ainda amo rock, mas eu queria que esse álbum mostrasse um lado diferente. É por isso que eu mesma produzi algumas das músicas, o que eu pensei que nunca fosse fazer." Avril falando sobre o disco em seu site oficial. E Avril encerra falando que, toda essa produção desse álbum tem como objetivo de pegar a estrada e se apresentar para seus fãs ao redor do mundo. E ela fala que eles julgam suas músicas especiais e que lhe dão forças.
Em entrevista para a Rolling Stone, a cantora disse que o álbum não atende ao rótulo da música atual e sua gravadora, RCA Records, não estava interessada em um álbum introspectivo e acústico. "Eles estavam assim: "Uh, você pode fazer um novo álbum? Algo mais parecido com 'hoje'?", diz os representantes da gravadora para Avril. E a decisão de lançar "What the Hell" como primeiro single de trabalho, Lavigne afirma:"Eu tive que lançar esse primeiro. Soa algo que os fãs já estão acostumados, tipo "Sk8er Boi" ou "Girlfriend".

## Singles
"What the Hell" foi o primeiro single anunciado do seu novo trabalho, foi lançado em janeiro de 2011, e as gravações do videoclipe ocorreram em dezembro de 2010. Lavigne, em sua página oficial, disse que esta canção passa uma mensagem sobre liberdade pessoal, além de ser a mais pop do disco. Revelou também que o vídeo foi produzido em dezembro de 2010 e deu explicações sobre a demora e a burocracia que aconteceu para o lançamento do álbum. Sua primeira divulgação aconteceu no programa Dick Clark's New Year's Rockin' Eve With Ryan Seacrest no ano novo de 2011. A prévia da canção já podia ser ouvida na internet em 17 de dezembro. Este single alcançou a 11ª posição na Billboard Hot 100 dos EUA. Na Austrália "What the Hell" chegou na 6ª colocação, além de ser certificado com Disco de Platina Duplo pela ARIA, devido as mais de 70 mil cópias vendidas no país. Avril, via Twitter perguntou ao seus seguidores, qual seria o próximo single, se "Push" ou "Smile". Na parada da semana de 16 de março, a canção "Wish You Were Here" foi lançado pela gravadora, e que atingiu as paradas da Billboard Hot 100 e no Canadian Hot 100 na 99ª e 64ª posição, respectivamente.
No site oficial da cantora na versão da Polônia, confirmou que "Smile" é o segundo single, e que foi lançado nas rádios em abril de 2011, e o clipe em 20 de maio do mesmo ano. O canção estreou na parada da Nova Zelândia na 33ª posição e na 30 na Austrália, onde ficou na 30ª e 23ª melhor colocação. Na Bélgica, a canção chegou na na 5ª posição no Ultratop Wallonia e na 2ª por 2 semanas consecutivas no Ultratop Flanders. Depois de 7 semanas na parada de sucesso da Austrália, o ARIA Charts, esse single de Avril, já havia sido certificado com disco de ouro pelas mais de 35 mil cópias vendidas no país. Na parada da Billboard Hot 100 a canção atingiu a posição máxima na 68ª posição e na 25ª na Pop Songs. No Brasil, "Smile" atingiu a 59ª posição na Billboard Brasil Hot 100 e na 24ª na Hot Pop, e na rede de rádios da Jovem Pan, ficou na 4ª colocação no Hit Parade Brasil.
"Wish You Were Here" foi o último e o terceiro single do álbum Goodbye Lullaby lançado pela Avril Lavigne em 9 de setembro de 2011 pela Epic Records. O trabalho também marcou a saída da cantora da RCA Records. Composta por Lavigne, Max Martin e Shellback, e produzida pelos dois últimos. Na Coreia do Sul, devido ao grande desempenho nas vendas digitais, a canção alcançou a 6ª colocação na Gaon. No Japão, o single apareceu primeiramente na parada digital do RIAJ, na 22ª posição, ficando na 90ª posição na Japan Hot 100, e nas 31ª e 60ª na Osakan Hot 100 e Tokio Hot 100, respectivamente. Uma semana após ser lançado na nação asiática, estreou na Bélgica na 25ª na região de Top Flanders, e na 48ª posição no Top Wallonia. Nos Estados Unidos, o single chegou na 65ª posição da Billboard Hot 100 e na 64ª no Canadá. Lançada de forma promocional em fevereiro de 2012, a canção "Push" atingiu as paradas da Billboard Japan que ficou na 35ª posição na Japan Hot 100.
Em 1 de março, Avril publicou pelo YouTube um vídeo exclusivo dedicado aos seus fãs da canção "Goodbye". Nele, mostra Avril de lingerie e conta uma história que ela espera uma amor que não aparece. Antes de começar o clipe, a cantora agradece por todo o apoio e dedicação ao longo de 2011.

## Divulgação

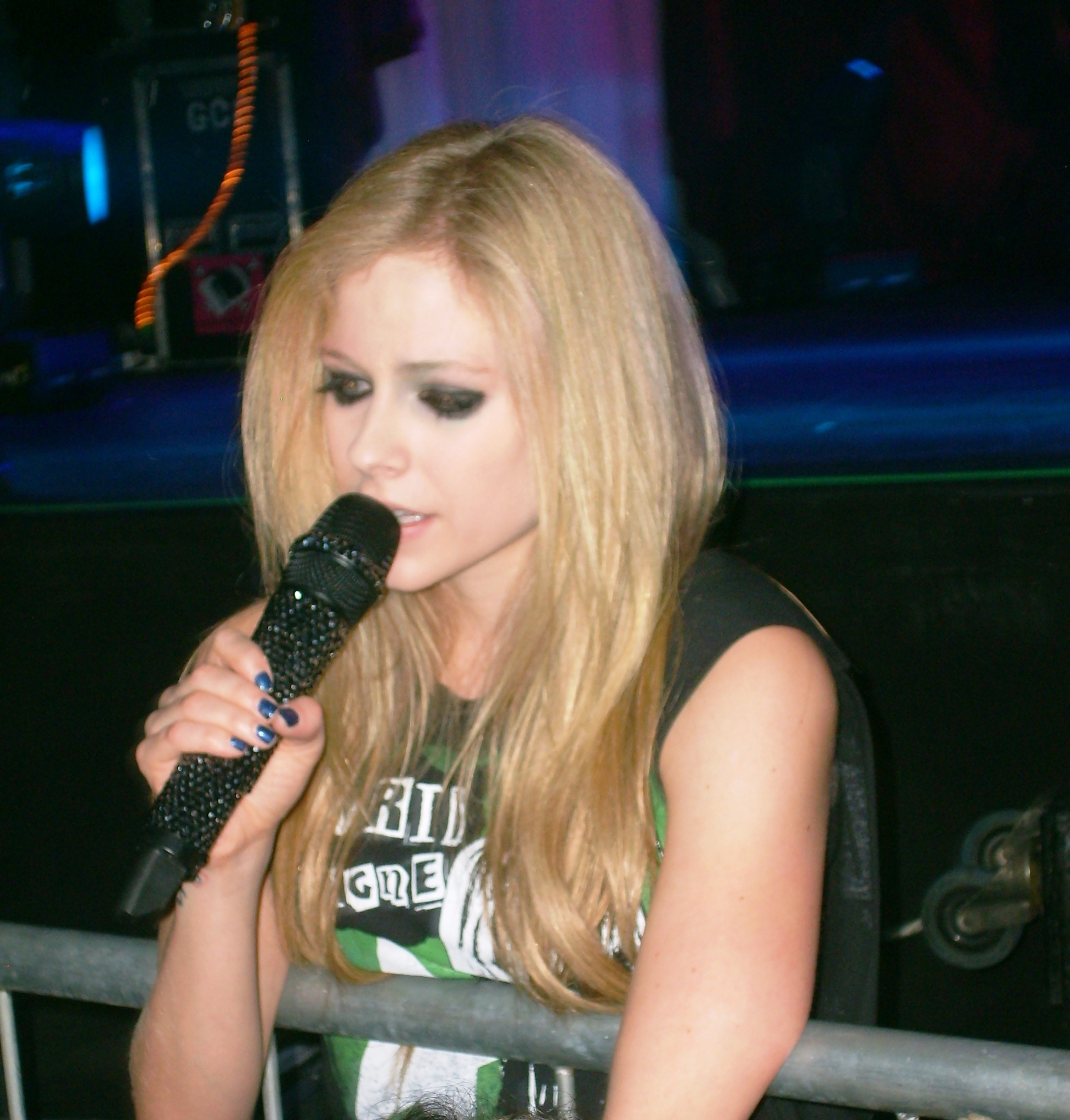
Avril Lavigne em São Paulo na The Black Star Tour em 27 de julho de 2011.

O álbum Goodbye Lullaby foi lançado na internet em 23 de fevereiro de 2011, mesmo antes de seu lançamento oficial em 8 de março, e a notícia conseguiu chegar ao trending topics (tópicos mais falados) do site Twitter no Brasil e no Mundo. Avril Lavigne, fez uma pequena turnê ao derredor do mundo para divulgar o seu quarto disco, passando pela Inglaterra participando também da premiação do Brit Awards, em Hong Kong, Itália, Japão, França entre outros.
A cantora canadense voltou para o Japão pela segunda vez em 2011, para lançar uma linha de jeans na loja da grife Gap, no distrito de Ginza, em Tóquio, que ela ajudou a criar para a marca de roupas. No país, Lavigne também aproveitou para divulgar seu quarto álbum de estúdio, que chegou às lojas oficialmente em 2 de março. Nos Estados Unidos, Avril fez uma série de apresentações em emissoras de televisão, como no talk-show The Tonight Show With Jay Leno da NBC e do Jimmy Kimmel Live! da ABC.

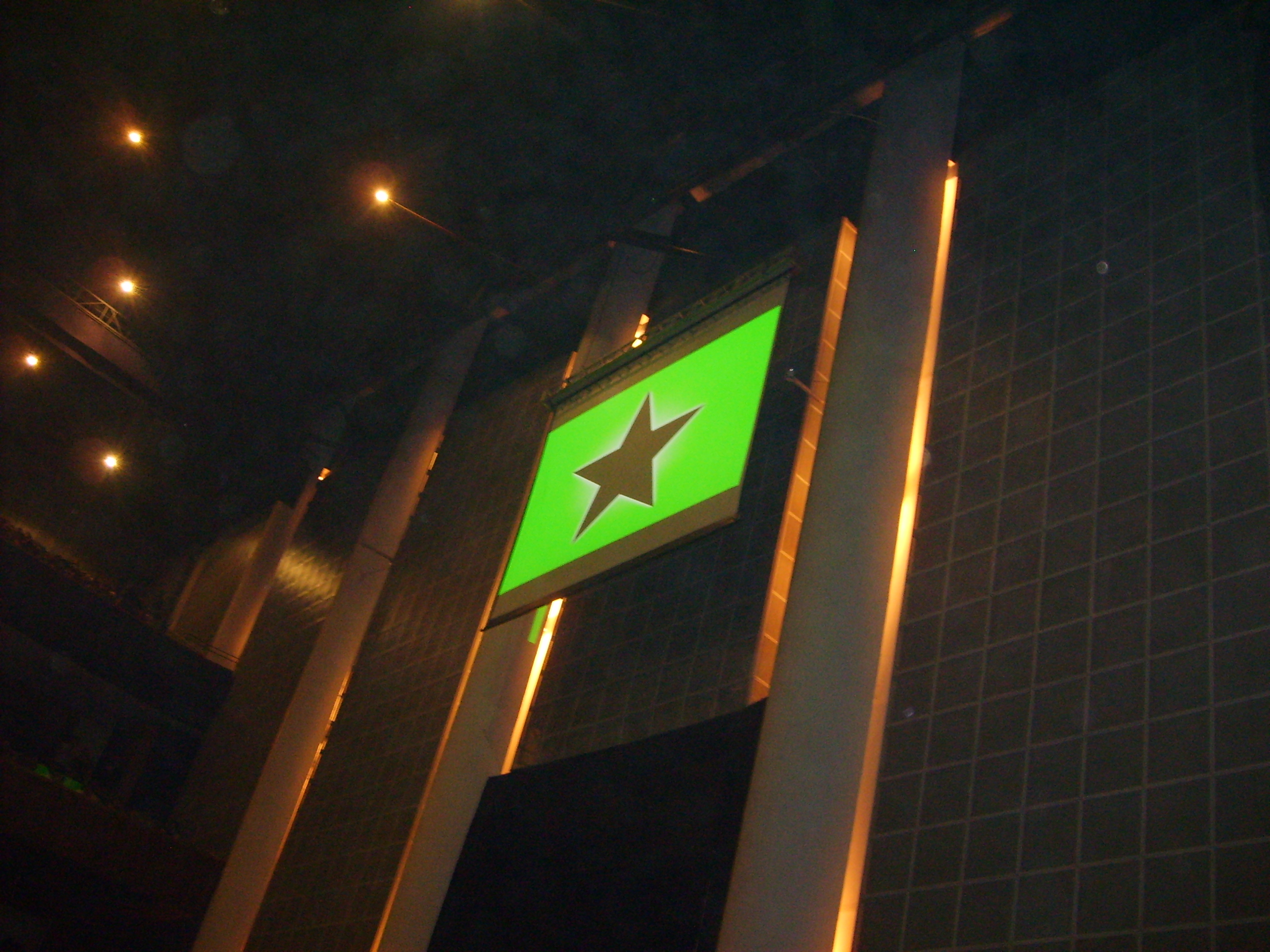
Símbolo da The Black Star Tour, que consiste em uma estrela de cor negra.

No Reino Unido, Avril participou da programação da BBC Radio 1, que além de cantar "What the Hell", ela também fez um cover de "Tik Tok" da cantora Kesha. Avril Lavigne esteve na Austrália e apresentou um mini show no "World Famous Rooftop", local onde vários artistas se apresentam. A cantora canadense cantou alguns de seus sucessos antigos, "Girlfriend" e "Sk8er Boi", além de canções de seu novo álbum, "What the Hell", "Push", "Wish You Were Here" e "Smile". A canadense publicou pelo Twitter que gravou o programa The Oprah Winfrey Show com a apresentadora Oprah Winfrey em Chicago. No programa da apresentadora, Avril cantou Love Is A Battlefield junto com Pat Benatar. Avril iniciou a sua turnê The Black Star Tour na China, com faixas de Goodbye Lullaby, além de outros singles da cantora, entre eles "When You're Gone", "Sk8er Boi" e "Complicated".
Após o show em Xangai na China, Avril Lavigne em 2 de maio de 2011, se tornou a primeira artista ocidental a abrir uma conta em um microblog no país asiático, já que o Twitter é bloqueado, e graças a alta popularidade que Avril tem entre os jovens chineses, conseguindo ter um desempenho melhor nas paradas de sucesso do que artistas locais, como tailandêses e coreanos. Após 15 minutos de seu novo perfil no Tengxun, comandado pelo software QQ, ela conseguiu atrair mais de 80 mil seguidores. A canadense é também uma das poucas ocidentais que se interessou a alcançar o difícil mercado musical da China, nos últimos tempos.
Após os anúncios feitos que Avril irá para a América Latina passando pela primeira vez nas Bahamas, Peru e Venezuela, ela também anunciou a sua volta ao Brasil que depois de 5 anos, a cantora marcou para 5 espetáculos. Primeiro dia ela esteve em São Paulo nos dias 27 e 28 de julho, no Credicard Hall. Depois, ela se apresentou no dia 31 de julho no Rio de Janeiro, na casa de shows Citibank Hall. Avril também compareceu em Belo Horizonte, no Chevrolet Hall, no dia 2 de agosto, e fechando a turnê brasileira na capital federal, Brasília, no Ginásio Nilson Nelson, no dia 4.
Na rede social, Facebook, publicou os assuntos mais comentados nosite denominado de memology 2011. O portal apontou a cantora Avril Lavigne como a terceira com o crescimento mais rápido e conteúdo mais popular no ano de 2011. E no maior site de busca do mundo, o Google, apontou que o nome da cantora, apareceu em 8º lugar na lista dos nomes mais buscados no Google Brasil em 2011. No site LastFM, Avril foi a décima mais executada em 2011 com exatos 284.885 ouvintes.
No site oficial da cantora, foram feitas promoções de vendas do álbum no site amazon para fazer downloads em formato de MP3, em novembro o disco estava a $6.99 e meses depois estava por $5 dólares.
Em abril de 2012, o site AOL, fez uma votação para saber quem é a artista pop com mais influência da atualidade, Avril foi eleita com mais de 54% dos votos, contra 45,2% da Lady Gaga.

## Repercussão

### Análise da crítica
| Críticas profissionais | Críticas profissionais |
| Pontuações agregadas   | Pontuações agregadas   |
| Fonte                  | Avaliação              |
| ---------------------- | ---------------------- |
| Metacritic             | (58-100)               |
| Avaliações da crítica  |                        |
| Fonte                  | Avaliação              |
| Rolling Stone          | [ 79 ]                 |
| BBC                    | (Desfavorável)         |
| Entertainment Weekly   | B-                     |
| Allmusic               | [ 82 ]                 |
| The Globe and Mail     | [ 83 ]                 |
| The New York Times     | (Favorável)            |
| Billboard              | (69-100)               |
| Rolling Stone Brasil   | [ 86 ]                 |
| Billboard Brasil       | (Desfavorável)         |
| Diário do Grande ABC   | (Favorável)            |

O portal brasileiro Vírgula relatou que Goodbye Lullaby não é tão divertido quanto Let Go, primeiro álbum de Lavigne, nem barulhento como o segundo Under My Skin e tampouco despreocupado como o terceiro The Best Damn Thing. Resumiu que o quarto disco da cantora tem tom sempre de lamento e mostra que a estrada para a vida adulta e a liberdade não são fáceis. Também avaliou que Avril queria se libertar da personalidade do começo de sua carreira e passar o que ela realmente é. Por fim, julgou "Wish You Were Here" como triste, "Black Star" como melancólica e "What the Hell" como a única canção que identifica a Avril de seus trabalhos anteriores. O portal Suite 101 comentou que a faixa "Wish You Were Here" lembra canções de Pink ("Fuckin' Perfect") e de Demi Lovato ("Don't Forget"), enquanto "Smile" reflete uma Avril rebelde, assim como que o resto do álbum pode ser comparado facilmente nos dias atuais de Alanis Morissette, com um toque mais simples.
A revista Rolling Stone notou que Avril está romântica em seu quarto álbum e isso é um conceito difícil para a mente da canadense. Por quase uma década, ela foi do pop mais regenerado, ironizando e desprezando as canções "chicletes", mas "What the Hell" é justamente dessa categoria: "Goodbye Lullaby é introspectivo, cheio de melodias tempestuoso com mensagens surpreendentes." A publicação julgou que o resultado é um disco pop, resistente às rádios, cuja músicas cativantes vêm em diferentes tipos: canções de amor descarado ("I Love You"), consolações ("Everybody Hurts") e romance ("Goodbye"). Finalizou afirmando que "Stop Standing There" é uma das melhores canções de todo o disco.
O portal do Reino Unido BBC, noticiou que esse disco não é igual ao vitorioso The Best Damn Thing. Afirmou que "Smile" é uma canção instável e o que realmente consegue se comunicar algum sentimento real é o "Wish You Were Here" e que o resto do álbum leva uma abordagem séria mais modesto, assim como que a separação com o cantor e produtor de Goodbye Lullaby, Deryck Whibley, mostrou a tal maturidade e que isso é apenas um salto para o fim da "infantilidade" de seu terceiro álbum de estúdio. Mas que o tema de desse novo trabalho de Lavigne é bem definida e que é particularmente genuíno, uma angústia natural transmitida por si parecida com o hit "I'm With You". Subsequentemente, comentou que, se Goodbye Lullaby foi tudo um pouco sobre o pensamento da artista, o produto final está muito aquém das capacidades próprias de si.
A revista Entertainment Weekly, parceira da CNN, reportou que Goodbye Lullaby busca o equilíbrio e uma parte do disco é carregado com confecções brilhante, enquanto a outra consiste em reflexões mais silenciosas claramente inspirada em seu ex-marido, Whibley. Encerrou a resenha dando um nota de B- com a justificativa que a cantora parece estar desesperada para compartilhar seu interior artístico, na qual está longe de ser completamente formado, segundo o redator Andy Greenwald.
O Allmusic notou que a Avril volta a reflexão igual ao álbum Under My Skin de 2004, só que nessa ocasião é por causa do  divórcio dela vocalista do Sum 41 e que "What the Hell" que parece ser um sucesso, é apenas aparente, além de não ter muita diversão. Concluiu que mais uma vez a canadense parece estar lidando com emoções apenas fora do seu alcance, nunca articulando sua angústia ou a elaboração de uma melodia melancólica, tornando Goodbye Lullaby prejudicado e não original.
O jornal canadense The Globe and Mail começou na sua resenha que quando Avril começou em 2002, ela mais parecia com a Alanis Morissette e que hoje é retomado como uma Kesha. Mas as canções que contem nele, são poucos para agradar alguém que já não é um fã. Este álbum é um pop industrial descartável. E o jornal questiona se a Avril realmente cresceu e o por que ela não aprendeu novos acordes. No meio do disco, há uma seqüência de sete canções em que seis das canções use a mesma cifra. E julgou "Goodbye" como uma balada feita de cordas e piano, além de ser a única coisa que Lavigne fez tudo sozinha, incluindo sua produção. É uma canção rica, que soa parecido como um anjo com asas esfarrapadas.
O jornal The New York Times comunicou que Goodbye Lullaby está em voz alta e emocional, sem sair do gênero pop, uma área onde os dons de Avril estão nas correspondências ao tocar as melodias generalidades e clichês do coração, também que as suas novas canções são sobre amor agarrada a longo prazo ou esquecer delas sem rancor. "Wish You Were Here", "Remember When" e "4 Real" foram comparadas com canções nos estilos de Katy Perry e Taylor Swift. A "Senhora Lavigne", como a publicação a tratou, referiu que ela está se mantendo distante dos R&B e dance music atuais e que optou por um protótipo inesperado: uma estrela adolescente, colega da canadense que cresceu, Alanis Morissette, além de mostrar referências de outras de suas canções com Alanis, entre eles "Push" e "Darlin". O primeiro single do álbum, "What the Hell" — no qual ela interpreta uma menina boa que decidiu "mexer-se" — é uma nova onda de colaboração de músicas "chicletes" com o compositores suecos Max Martin e Shellback. Finalizou que o material não é um pop comercial, composto de canções mais pessoais, que oferecem informações, humor e um senso de desapego.
Goodbye Lullaby recebeu críticas geralmente favoráveis, recebendo uma média de 58/100 no Metacritic, que se baseou em seis opiniões de publicações de páginas especializadas na área da música. A revista Billboard comunicou que a atitude e atrevimento habitual da cantora aparece no primeiro single "What the Hell", mas a maioria das outras canções desse disco tem as características de uma Avril poeta, em águas mais profundas e emocionais e perceber que "o amor dói se é certo ou errado". Encerrou que o álbum é decididamente no amor em várias dessas quatorze faixas.
Na resenha feita por Rodrigo Ortega na Billboard Brasil, ele começou afirmando que a Avril está empoleirada na cada do álbum com um olhar ameaçador, dando referência à personagem Natalie Portman do filme Cisne Negro e que demorou ao sair do mundo "cor-de-rosa", aprendendo a lidar com os lados de uma boa e má garota. A cantora se impôs, segundo o crítico, ao escrever metade das quatorze faixas sozinha. Informou que no disco, ela revela a estridência ao cantar e se sai melhor quando fica "muito safada", a exemplo na canção "What the Hell" e ao mostrar uma face "piriguete" em "Smile", ou muito boazinha em "I Love You" e encerrou que ela seguiu ao som do estilo de Coldplay com "Black Star" e "Goodbye".
No jornal regional brasileiro do ABC Paulista, Diário do Grande ABC, Goodbye Lullaby foi avaliado positivamente pelo crítico Thiago Mariano, publicando que vem repleto de expectativa por parte dos fãs da cantora e que reflete um momento diferente da sua história. A preocupação de Avril em permear os lamentos pop de arranjos mais rebuscados com letras que não fogem muito do "He is a Boy, She is a Girl", estilo com a qual, somada às melodias "chicletes", ganhou o público adolescente. Violão, piano, violinos, todos esses instrumentos criaram um tom diferente para o quarto álbum de estúdio, que também mostra um gênero pop mais animado, não somente feita de lamúrias. Completou que "What the Hell", "Push", "Smile" e "Stop Standing There" são as faixas mais animadas e "Goodbye Lullaby" é a primeira coisa para deixar Lavigne mais comprometida com a sua música, os seus sentimentos e admiradores, que, se cresceram juntos consigo, têm motivo para festejar esse rebuscamento musical.
Já o crítico da edição brasileira da revista Rolling Stone disse que o disco foi lançado em uma considerável turbulência com sua até então gravadora, e que resumidamente é um álbum irregular. Concluindo assim que Goodbye Lullaby tenta "desesperadamente" compartilhar um interior musical ainda longe de estar completamente formado, e ela ainda não consegue se libertar de sua alma adolescente.

## Lista de faixas
A lista de faixas do álbum Goodbye Lullaby é composta por treze canções inéditas, das quais uma foi lançada um ano antes — "Alice", que fez parte da trilha sonora do filme Alice no País das Maravilhas, denominada Almost Alice. Algumas canções foram co-escritas por Max Martin e Shellback. O seu ex-marido Deryck Whibley participou da produção de várias outras canções.
Todas as faixas escritas e compostas por Avril Lavigne, exceto quando escrito. 
| Goodbye Lullaby |                          |                                |                   |         |  |
| N.º             | Título                   | Compositor(es)                 | Produtor(es)      | Duração |  |
| 1.              | "Black Star"             | Avril Lavigne                  | Deryck Whibley    | 1:34    |  |
| 2.              | "What the Hell"          | Lavigne, Max Martin, Shellback | Martin, Shellback | 3:39    |  |
| 3.              | "Push"                   | Lavigne, Evan Taubenfeld       | Whibley           | 3:01    |  |
| 4.              | "Wish You Were Here"     | Lavigne, Martin, Shellback     | Martin, Shellback | 3:45    |  |
| 5.              | "Smile"                  | Lavigne, Martin, Shellback     | Martin, Shellback | 3:29    |  |
| 6.              | "Stop Standing There"    | Lavigne                        | Butch Walker      | 3:27    |  |
| 7.              | "I Love You"             | Lavigne, Martin, Shellback     | Martin, Shellback | 4:01    |  |
| 8.              | "Everybody Hurts"        | Lavigne, Taubenfeld            | Whibley           | 3:41    |  |
| 9.              | "Not Enough"             | Lavigne, Taubenfeld            | Whibley           | 4:18    |  |
| 10.             | "4 Real"                 | Lavigne                        | Lavigne           | 3:28    |  |
| 11.             | "Darlin"                 | Lavigne                        | Whibley           | 3:50    |  |
| 12.             | "Remember When"          | Lavigne                        | Whibley           | 3:29    |  |
| 13.             | "Goodbye"                | Lavigne                        | Lavigne           | 4:30    |  |
| 14.             | "Alice" (faixa completa) | Lavigne                        | Walker            | 5:00    |  |
| Duração total:  | Duração total:           | Duração total:                 | Duração total:    | 52:11   |  |

### Ediçãodeluxe
A versão deluxe de Goodbye Lullaby foi lançada no dia 8 de março, e foram divulgadas no site oficial da Sony Music as faixas que irão compor o álbum de Avril Lavigne. Esse disco contém 4 faixas extras, porém são apenas em versões acústicas de "What the Hell", "Push" e "Wish You Were Here", além do cover de "Bad Reputation" da cantora Joan Jett, música que esteve também presente nos repertórios da The Best Damn Tour de 2008. O álbum também terá um disco em DVD, que mostrará os bastidores da produção de Goodbye Lullaby. Essa edição terá, além das canções e cenas extras, uma nota escrita a mão pela própria cantora em embalagem exclusiva e uma palheta oficial.
| Goodbye Lullaby Deluxe Edition |                                        |                                                                |                |         |  |
| N.º                            | Título                                 | Compositor(es)                                                 | Produtor(es)   | Duração |  |
| 15.                            | "What the Hell" (versão acústica)      | Lavigne, Martin, Shellback                                     | Shellback      | 3:40    |  |
| 16.                            | "Push" (versão acústica)               | Lavigne, Taubenfeld                                            | Whibley        | 2:45    |  |
| 17.                            | "Wish You Were Here" (versão acústica) | Lavigne, Martin, Shellback                                     | Shellback      | 3:45    |  |
| 18.                            | "Bad Reputation" (cover de Joan Jett)  | Joan Jett, Ritchie Cordell, Kenny Laguna, Marty Joe Kupersmith | Whibley        | 2:42    |  |
| Duração total:                 | Duração total:                         | Duração total:                                                 | Duração total: | 60:53   |  |

| DVD            |                                             |         |  |
| N.º            | Título                                      | Duração |  |
| 1.             | "Introduction"                              | 1:27    |  |
| 2.             | "Avril Talks About The Making Of Goodbye"   | 5:48    |  |
| 3.             | "Avril In The Studio"                       | 4:07    |  |
| 4.             | "Goodbye Lullaby… The Songs"                | 9:34    |  |
| 5.             | "First Band Rehearsals For "what The Hell"" | 2:58    |  |
| 6.             | "Acoustic Studio Session"                   | 2:01    |  |
| 7.             | "Album Cover Photo Shoot"                   | 2:15    |  |
| Duração total: | Duração total:                              | 26:09   |  |

### Outras versões
O álbum Goodbye Lullaby foi lançado em várias outras edições e versões diferentes pelo mundo. No Japão foram duas, uma com faixas extras em CD e com conteúdo bônus de video em DVD. Foi comercializada também a versão deluxe pela loja virtual iTunes.
| Goodbye Lullaby Deluxe Edition |                                        |                                                                   |                |         |  |
| N.º                            | Título                                 | Compositor(es)                                                    | Produtor(es)   | Duração |  |
| 15.                            | "What the Hell" (versão acústica)      | Lavigne · Martin · Shellback                                      | Shellback      | 3:40    |  |
| 16.                            | "Push" (versão acústica)               | Lavigne · Taubenfeld                                              | Whibley        | 2:45    |  |
| 17.                            | "Wish You Were Here" (versão acústica) | Lavigne · Martin · Shellback                                      | Shellback      | 3:45    |  |
| 18.                            | "Bad Reputation" (cover de Joan Jett)  | Joan Jett · Ritchie Cordell · Kenny Laguna · Marty Joe Kupersmith | Whibley        | 2:42    |  |
| Duração total:                 | Duração total:                         | Duração total:                                                    | Duração total: | 60:53   |  |

| DVD            |                                             |         |  |
| N.º            | Título                                      | Duração |  |
| 1.             | "Introduction"                              | 1:27    |  |
| 2.             | "Avril Talks About The Making Of Goodbye"   | 5:48    |  |
| 3.             | "Avril In The Studio"                       | 4:07    |  |
| 4.             | "Goodbye Lullaby… The Songs"                | 9:34    |  |
| 5.             | "First Band Rehearsals For "what The Hell"" | 2:58    |  |
| 6.             | "Acoustic Studio Session"                   | 2:01    |  |
| 7.             | "Album Cover Photo Shoot"                   | 2:15    |  |
| Duração total: | Duração total:                              | 26:09   |  |

## Créditos
Todo o processo de elaboração, gravação e produção do álbum Goodbye Lullaby atribuem os seguintes créditos.
- Avril Lavigne – vocal, compositora, produtora e piano
- Deryck Whibley – produtor
- Max Martin – compositor, produtor
- Shellback – compositor, baixo, guitarra, produção
- Butch Walker – produtor, baixo, arranjo,
- Evan Taubenfeld - compositor, arranjo, piano, teclado, guitarra, percussão e vocal
- Joan Jett - compositor
- Rodney Howard - bateria
- Rickard Goransson - guitarra, produção
- Johan Carlsson - piano, produção
- Josh Freese - Bateria

## Desempenho comercial
Goodbye Lullaby chegou ao primeiro lugar em 6 países simultâneos, incluindo na Austrália, Grécia, República Checa e Taiwan. No Japão, vendeu mais de 130 mil cópias na primeira semana. Chegando ao segundo lugar na parada de vendas da Oricon e, em primeiro lugar na parada de álbuns da Billboard Japan. De acordo com a revista Billboard, o álbum ficou na 4ª posição na Billboard 200 com mais de 87 mil cópias vendidas nos Estados Unidos. Na segunda semana, foram mais de 32 mil discos comercializados chegando na 7ª colocação.
A terceira pior estreia da cantora, perdendo apenas para Avril Lavigne que na época ficou em 5º Lugar, e Let Go que na época ficou em 8º lugar em sua primeira semana de lançamento. No Canadá, o disco foi vendido mais de 13 mil exemplares chegando ao segundo lugar na parada de álbuns do país. Goodbye Lullaby estreou em 4º na França, com pouco mais de 9 mil cópias comercializadas no país. Na rede de lojas da Livraria Saraiva, ficou na 1ª posição dos discos mais vendidos em todo o Brasil. No Japão, Goodbye Lullaby foi certificado com certificação de platina com mais de 250 mil exemplares comercializados, logo no primeiro mês de lançamento. A versão espanhola do site Yahoo! disse que esse quarto álbum é um fracasso, devido ao baixo número de vendas e das más colocações do single "What the Hell".
Em Taiwan, Goodbye Lullaby ficou por 11 semanas consecutivas na parada de álbuns físicos, vendendo mais de 27 mil cópias no país, e com esse feito, Avril Lavigne se torna a mais popular e bem sucedida na indústria fonográfica em 2011 ultrapassando a cantora Lady Gaga que ficou em 2º com 10 mil exemplares comercializados.
Nas paradas anuais, "Goodbye Lullaby" ficou no ranking das paradas japonesas Oricon e da Billboard em versão japonesa nas 13ª e na 20ª posição respectivamente, com exatos 368,483 mil unidades vendidas no país em 2011. Na Austrália, o relatório anual feita pela ARIA, apontou que esse álbum de estúdio ficou na 70ª colocação nos 100 álbuns mais vendidos. Na Suíça esteve na 75ª e nos Estados Unidos, ficou na 115ª no ranking dos 200 discos na Billboard.
Na Rússia, o álbum ficou na 41ª posição no ranking geral e na 13ª entre os artistas ocidentais mais bem-sucedidos no país, conquistando assim uma certificação de ouro com mais de 10 mil cópias comercializadas.
| Tabela musical (2011)                           | Melhor posição |
| ----------------------------------------------- | -------------- |
| Alemanha (Media Control Charts)                 | 4              |
| Austrália (ARIA Top 50 Albums)                  | 1              |
| Austrália (Top 50 Physical Albums)              | 1              |
| Austrália (Top 50 Digital Albums)               | 2              |
| Áustria (Ö3 Austria Top 40)                     | 3              |
| Bélgica (Ultratop 50 de Flandres)               | 11             |
| Bélgica (Ultratop 40 da Valônia)                | 10             |
| Canadá (Canadian Albums Chart)                  | 2              |
| Coreia do Sul (Gaon International Albums Chart) | 1              |
| Coreia do Sul (Gaon Albums Chart)               | 4              |
| Croácia (IFPI Croatia)                          | 17             |
| Dinamarca (Hitlisten)                           | 19             |
| Escócia (Scottish Albums Chart)                 | 9              |
| Eslováquia (IFPI Slovenská Republika)           | 4              |
| Espanha (PROMUSICAE)                            | 4              |
| Estados Unidos (Billboard 200)                  | 4              |
| Estados Unidos (Digital Albums)                 | 3              |
| Estados Unidos (Tastemaker Albums)              | 15             |
| Finlândia (IFPI Finlândia)                      | 8              |
| França (SNEP)                                   | 4              |
| França (Telechargement-Albums                   | 6              |
| Grécia (IFPI Grécia)                            | 1              |
| Hong Kong (IFPI Hong Kong Group)                | 1              |
| Hungria (Mahasz)                                | 13             |
| Irlanda (Irish Albums Chart)                    | 12             |
| Itália (FIMI)                                   | 5              |
| Japão (Japan Hot 100)                           | 1              |
| Japão (Oricon)                                  | 2              |
| México (AMPROFON)                               | 1              |
| México (Mexican Albums Chart)                   | 2              |
| Noruega (VG-lista)                              | 16             |
| Nova Zelândia (RIANZ)                           | 7              |
| Países Baixos (MegaCharts)                      | 11             |
| Polônia (Polish Music Charts)                   | 10             |
| Portugal (AFP)                                  | 5              |
| República Checa (IFPI Česká Republika)          | 1              |
| Reino Unido (UK Álbum Download Top 40)          | 6              |
| Reino Unido (UK Top 40 Albums                   | 9              |
| Rússia (Russian Airplay Chart)                  | 5              |
| Suécia (Sverigetopplistan)                      | 10             |
| Suíça (Schweizer Hitparade)                     | 10             |
| Taiwan (G-Music)                                | 1              |

| Tabela musical (2007)               | Melhor posição |
| ----------------------------------- | -------------- |
| Austrália (ARIA)                    | 70             |
| China (Western Albums of the Year)  | 1              |
| Estados Unidos (Billboard 200)      | 115            |
| Hungria (Mahasz)                    | 84             |
| Itália (FIMI)                       | 36             |
| Japão (Oricon)                      | 13             |
| México (AMPROFON)                   | 70             |
| Russia (NFPF)                       | 41             |
| Suíça (IFPI)                        | 75             |
| Taiwan (Western Albums of the Year) | 2              |

| Região                                                                                             | Certificação | Vendas   |
| -------------------------------------------------------------------------------------------------- | ------------ | -------- |
| Austrália (ARIA)                                                                                   | 2× Platina   | 140,000^ |
| Brasil (Pro-Música Brasil)                                                                         | Platina      | 40,000*  |
| Coreia do Sul (Gaon)                                                                               | Platina      | 50,000^  |
| Estados Unidos (RIAA)                                                                              | Ouro         | 500,000^ |
| Japão (RIAJ)                                                                                       | Platina      | 450,000^ |
| México (AMPROFON)                                                                                  | Ouro         | 30,000^  |
| Reino Unido (BPI)                                                                                  | Ouro         | 100,000^ |
| Rússia (NFPF)                                                                                      | Platina      | 10,000*  |
| Venezuela (APFV)                                                                                   | Ouro         | 5,000^   |
| ^distribuições baseadas apenas na certificação *números de vendas baseados somente na certificação |              |          |

#### Precessão e sucessão
| Gráficos de sucessão                                              | Gráficos de sucessão                                    | Gráficos de sucessão                             |
| ----------------------------------------------------------------- | ------------------------------------------------------- | ------------------------------------------------ |
| Precedido por Crazy Love, por Michael Bublé                       | Álbuns número um na Austrália 20 de março de 2011       | Sucedido por Glee: The Music, Volume 5, por Glee |
| Precedido por Tepláky aneb Kroky Františka Soukupa, por Nightwork | Álbuns número um na República Checa 20 de março de 2011 | Sucedido por Banditi Di Praga, por Kabát         |